# كارلينهوس (لاعب كرة قدم)
كارلينهوس هو لاعب كرة قدم برازيلي في مركز الدفاع، ولد في 18 يناير 1986 في Matão ‏ في البرازيل. لعب مع نادي ساو باولو.